# گربه ناکارآمد
گربه ناکارآمد (آلمانی: Die defekte Katze) نخستین اولین فیلم بلند سوزان گردان‌شکن است که در آلمان ساخته شده است و داستان آن حکایت ازدواجی از راه دور است که به مهاجرت دختری از ایران به آلمان می‌انجامد.